# 郑东铉
郑东铉（韩语： Jung Donghyun，1988年6月1日—），男，韩国高山滑雪运动员，2011年亚洲冬季运动会男子全能金牌得主和男子滑降铜牌得主、2017年亚洲冬季运动会男子回转金牌得主、2025年亚洲冬季运动会男子回转银牌得主。